# Йоганн Баєр

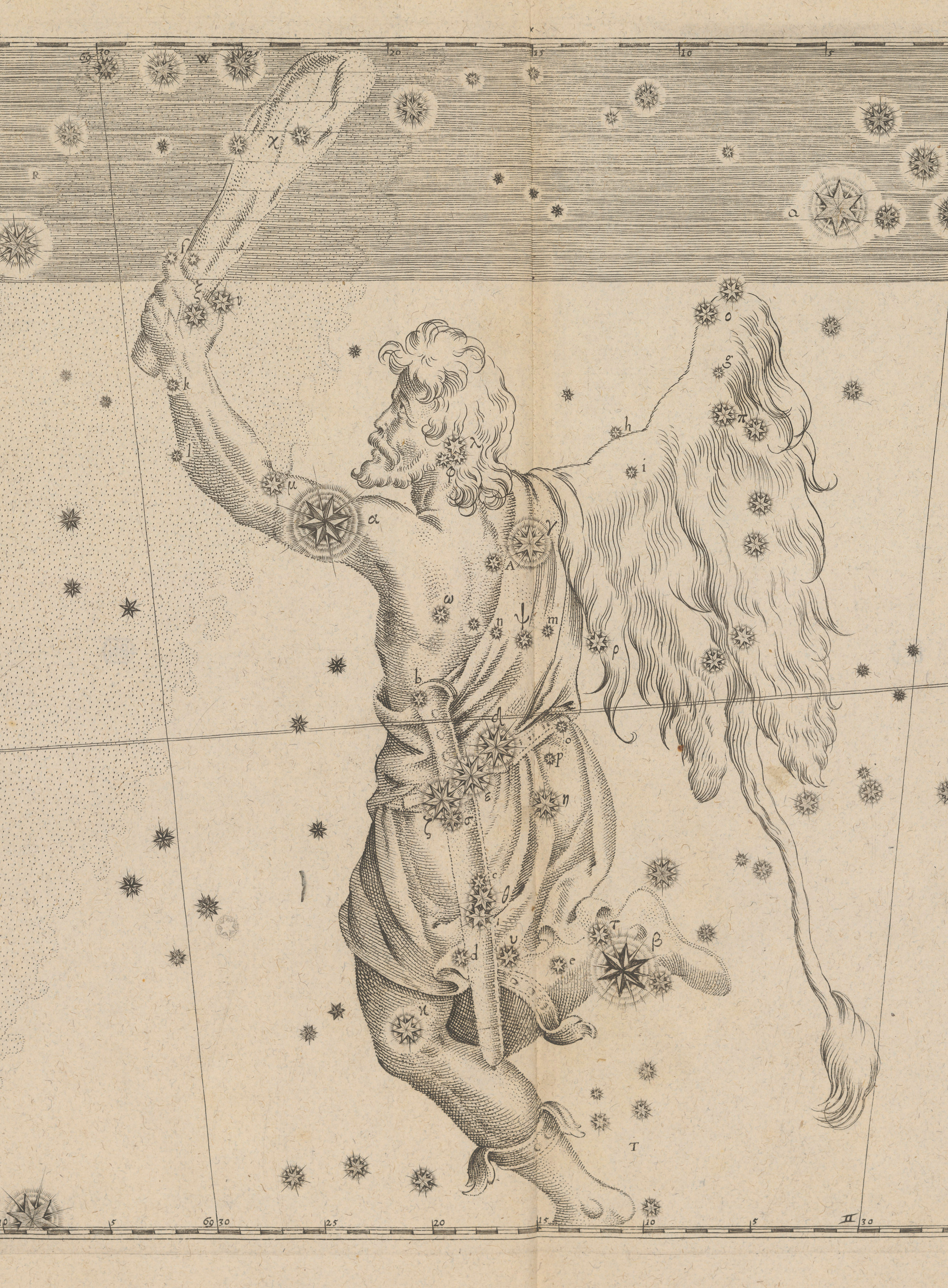
Сузір'я Оріон з атласу «Уранометрія»

Йо́ган Ба́єр (нім. Johann Bayer; нар. 1572, Баварія — пом. 7 березня 1625, Аугсбург) — німецький астроном і юрист.
Почав вивчати філософію в Інгольштадті 1592 року, пізніше перебрався до Аугсбурга, щоб працювати адвокатом. Він зацікавився астрономією, перебуваючи в Аусгбурзі. Урешті-решт 1612 року став юрисконсультом в Аугсбурзькій міській раді.
Найбільш відомою його роботою став зоряний атлас «Уранометрія» (лат. «Uranometria»), виданий 1603 року, який став першим атласом, що охопив усю небесну сферу. Він запровадив систему позначень зір за допомогою грецьких літер, а також запропонував кілька нових сузір'їв.
Існує думка, що справжнім автором «Уранометрії» є Петер Планціус, а Баєр лише привласнив собі його досягнення.
На честь Баєра названо кратер на Місяці.